# Білогнойовик Богуша
Білогнойовик Богуша (Leucocoprinus bohusi) — зникаючий вид грибів роду білогнойовик (Leucocoprinus).

## Будова
Слизиста шапинка гриба тонком'ясиста, спочатку еліпсоподібна, яйцеподібна, згодом дзвоникоподібна діаметром 3 см. У старих грибів буває розпростерта, посередині має низький широкий горбик. Колір світло оливкувато-коричневий, сірувато-коричневий, посередині темніший. Блідо-кремові тонкі густі пластинки вільні, іноді злегка прирослі. Яйцеподібно-еліпсоподібні, еліпсоподібні, зрідка ниркоподібні спори розміром 11,4–14×7,8–9,5 мкм гладенькі, товстостінні, блідо-жовтуваті, з 1–2 краплями олії. Білувато-жовтуватий споровий порошок. Циліндрична порожниста ніжка 5–10×0,4–0,6 см, дещо звужується догори, з кільцем, вгорі волокниста, нижче з борошнистим нальотом, при основі з білосніжним ватоподібним міцелієм. Вузьке плівчасте кільце біле на верхівці ніжки швидко зникає. Білуватий м'якуш на зламі та підсихаючи стає червонувато-коричневим, з приємним грибним запахом, без особливого смаку. Пряжки відсутні.

## Життєвий цикл
Плодові тіла з'являються на початку травня.

## Поширення та середовище існування
Зустрічається лише в Україні. Росте в степах на купах гною та різного роду рослинних залишків.

## Практичне використання
Їстівність невідома.

## Природоохоронний статус
Включений до Червоної книги України.